# Polygonatum inflatum
Polygonatum inflatum là một loài thực vật có hoa trong họ Măng tây. Loài này được Kom. miêu tả khoa học đầu tiên năm 1901.